# Ръб (Светът на Диска)
Ръбът е краят на Света на Диска. С това наименование се обозначават всички водни пространства, които се намират в близост до границата на Диска с нищото. Всяка секунда от Ръба се изливат в междузвездното пространство милиони тонове вода. Единственото същество, за което се знае със сигурност, че е падало от Ръба и се е завръщало отново на Диска е Ринсуинд. Това се случва в края на книгата от поредицата „Светът на Диска“ „Цветът на магията“.

## Същества, населяващи Ръба
- Морски тролове